# ベアボーンズ議会
ベアボーンズ議会（ベアボーンズぎかい、Barebone's Parliament）とは、かつて清教徒革命期のイングランド共和国に存在した政治機関である。オリバー・クロムウェルら独立派幹部によって1653年7月4日に召集されたが、急進的路線を突き進み内部分裂を起こしたため12月12日に短期間で解散された。
名前は議員の1人プレイズゴッド・ベアボーン（Praisegod Barebone）の名前と「貧弱な、やせこけた」の意味を持つ単語（barebones）にかけた渾名だが、他に「聖者議会（Parliament of Saints）」「推薦議会」「指名議会（Nominated Parliament）」「小議会（Little Parliament）」など多数の通称がある。

## 経過
1653年4月20日にランプ議会をクーデターで解散させたオリバー・クロムウェルら独立派のニューモデル軍幹部は新たな政権を模索、クロムウェルの部下ジョン・ランバートとトマス・ハリソンが政権構想を発表した。穏健派のランバートは選出した10人の評議会に国政を委ね、総選挙で召集した議会が補佐する体制を考え、急進派で宗教色が強い第五王国派に属するハリソンは第五王国（千年王国）説に基づき議会不要論を唱え、ピューリタンから選んだ70人の評議会が政治を行う寡頭政治を主張した。クロムウェルは後者に傾き、7月4日にベアボーンズ議会が召集された。
ランプ議会もそうだったが、ベアボーンズ議会は選挙によらず議会を召集した。議員も選挙ではなく指名で選出されたが、士官会議から依頼されたいくつかの独立派教会から推薦されたり個別に推薦された人々から議員を選び、軍の士官会議の助言に基づき最高司令官クロムウェルが直接指名した。基準は信仰が厚く誠実・正直な人間かどうかであり、独立派支持も選考に入れた結果、急進派ピューリタンは60人、中道派は80人合わせて140人が議員となった。ハリソンの構想と違い議会は存続、半数以上が議員経験者であり独立派が主流となったこの議会にクロムウェルは期待を寄せ、開会の演説で神と聖書を引き合いに出しつつ、宗教の寛容やイングランドの円滑な統治を議会に委ねる趣旨を述べ、国家権力も議会に委譲した。
こうして始まったベアボーンズ議会だが、出だしから躓いた。ランバートとハリソンの派閥抗争が議会の足並みを乱したのに始まり、十分の一税廃止を巡り第五王国派などの急進派と穏健派が対立、僅かに反対が上回り議会が提案を廃棄すると急進派が力ずくで実現させようとするなど、各派の争いが絶えず混乱が長引くばかりだった。調停に失敗したクロムウェルは当初の期待を無くし、それぞれの主張を押し通し協調性が無い議会各派のこの有様を嘆いた。イングランド国教会や大法官裁判所廃止など教会・司法改革を矢継ぎ早に提案・実行しようとする急進派は穏健派に警戒され、ますます内部分裂が加速していった。
破局に至ったのは軍の扱いについてである。財政難に伴う軍の給料未払い、議会の軍縮画策に反発した軍がクーデターを起こしランプ議会は消滅したが、ベアボーンズ議会も同じ過ちを犯した。11月末に高級士官の無給勤務を提唱したり、軍の維持費を月別査定で将兵の給与支給を不確定にしたことで軍の怒りを買い、クロムウェルの下に結集した軍幹部は議会解散を促し、クロムウェルも議会に幻滅していたためハリソン派と決別した。そしてランバートら軍の息がかかった中道派は12月12日に議会で急進派を非難した後、国家権力をクロムウェルに譲り渡すことを表明、反対する急進派を無視して議会を退場、残された急進派も軍に追い出されベアボーンズ議会は解散された。
クロムウェルはベアボーンズ議会召集と権力委譲を失敗と語り、「我々はこの議会の出来事と結果とを、悲しく振り返ることであろう」「私の弱さと愚かさの物語である」との言葉を残している。失敗の原因は諸勢力を纏め切れなかったことと急進派の暴走にあったが、一般国民とピューリタンの目指す所の違いも崩壊の一因とされ、国民は平和を望んでいたがピューリタンは宗教的情熱による国政改革を重視、理想ばかりを見て国民と向き合わない姿勢に問題があった点が指摘されている。ともあれ、度重なる議会の統治失敗を経てクロムウェルが直接統治する番になり、ベアボーンズ議会解散から4日後の16日、ランバートが中心になり作成、イギリス史上初の成文憲法として公布された『統治章典』に基づきクロムウェルは護国卿に就任、護国卿時代が開始され1654年9月3日に第一議会が召集された。